# Мілян Микола Іванович
Микола Іванович Мілян (6 березня 1929, село Добряни, тепер Львівського району, Львівської області — 18 листопада 2006, Львів) — український радянський діяч, бригадир слюсарів-складальників Львівського автобусного заводу. Герой Соціалістичної Праці (5.04.1971). Депутат Верховної Ради УРСР 9—10-го скликань. Член Президії Верховної Ради УРСР 10-го скликання.

## Біографія
Освіта середня.
У 1945—1949 роках — робітник підсобного господарства, колгоспник колгоспу «Дружба» села Добряни Городоцького району Львівської області.
У 1949—1953 роках — служба в Радянській армії.
З 1953 року — учень слюсаря, слюсар, бригадир слюсарів-складальників кузовного цеху Львівського автобусного заводу імені 50-річчя СРСР.
Член КПРС з 1969 року.
Потім — на пенсії у місті Львові.
Скульптурний портрет Миколи Міляна зі штучного каменю 1975 року створив Яків Чайка.

## Нагороди та відзнаки
- Герой Соціалістичної Праці (5.04.1971);
- орден Леніна (5.04.1971);
- орден Жовтневої Революції (31.03.1981);
- медалі.